# فیل رومن
فیل رومن (انگلیسی: Phil Roman؛ زادهٔ ۲۱ دسامبر ۱۹۳۰) یک پویانما، و کارگردان اهل ایالات متحده آمریکا است.